# Lluïsos d'Horta
L'entitat dels Lluïsos d'Horta és una associació sociocultural i esportiva catalana que fou fundada l'any 1866 com a centre catòlic, amb el nom de Centre Moral Instructiu. Les activitats del que s'hi fan van vinculades a les seccions que en formen part: cinema, excursionisme, folklore, fotografia, treballs manuals, tennis taula i animació infantil, a més del teatre. Així mateix, s'hi programen actuacions musicals, projeccions de cinema, exposicions i tallers.

## Història
L'any 1866 Mn. Lluís Cantarell, rector d'Horta, va proposar a un grup de joves la constitució d'un Centre Catòlic a l'estil del que funcionava a Gràcia. La idea va tenir una excel·lent acollida. En un local de cal Xicus, al carrer Baix de Mariner 15, va començar la vida de l'entitat amb el nom de Centre Moral Instructiu. Ja de bon principi es va iniciar la secció de teatre, i com que no hi havia cap altre espectacle en el poble d'Horta, la quadra habilitada com a sala d'espectacles sempre s'omplia.
L'any 1883, i sota la direcció de Mn. Tomàs Casas, es va fer el trasllat de l'entitat al lloc on es troba en l'actualitat (Feliu i Codina, 7 i 9, en aquella època carrer del Príncep) i es va posar sota l'advocació de sant Lluís, amb el nom d'Acadèmia de Sant Lluís Gonzaga. A poc a poc s'anaren construint l'escenari, el frontó, el cafè, el pis per al conserge, etcètera.
A principis del segle xxi els Lluïsos d'Horta compten amb més de 600 socis de totes les edats i treballen per promoure, acollir, mantenir i coordinar tot tipus d'activitats dirigides a l'esbarjo i a la formació humana; a través d'activitats com el teatre, l'esbart, la fotografia, el tennis taula, l'excursionisme o el cinema.
El 2016 va rebre la Creu de Sant Jordi en el 150è aniversari d'una entitat vinculada a aquest barri barceloní. La seva trajectòria és un exponent de la significació del moviment ateneístic català, i també de la promoció continuada de la nostra cultura a partir de l'eficàcia del moviment associatiu. Les activitats culturals, esportives, formatives i d'esbarjo que impulsa, des dels valors de la participació, el voluntariat i el civisme, contribueixen positivament a la dinamització de l'entorn.

## Seccions[4]
- Cinema
  - Projecció de pel·lícules de dibuixos animats.
  - Projecció de pel·lícules infantils i juvenils.
  - Projecció de pel·lícules per a grans.
  - Setmana del Cinema Espiritual.
- Esbart Folklòric d'Horta
  - Infantils
  - Cos de Dansa
  - Veterans
- Excursionisme
  - Sortides mensuals d'un dia.
  - Sortides de cap de setmana de dos dies.
  - Sortides a l'estranger de més de dos dies.
- Grup Fotogràfic d'Horta.
- Treballs manuals
  - ganxet
  - labors
  - pintura a l'oli
  - ceràmica russa, quadres de sorra i tridimensionals
  - arts aplicades
  - puntes de coixí i frivolité
- Teatre
  - teatre l'AUCA
  - GTM
  - Escola de teatre.
    - Iniciació a les Arts Escèniques.
    - Teatre Infantil.
    - Teatre Juvenil

  - Teatre a les festes.
    - Per Nadal "Els pastorets"
    - Per Sant Lluís
- Tennis Taula
- Vocalia d'Animació Infantil

## Pastorets
La secció de teatre dels Lluïsos d'Horta és el grup amateur L'Auca i cada any per Nadal s'encarrega d'escenificar els Pastorets, una representació en què involucra la resta de socis de l'associació. Els Pastorets i les representacions teatrals que es fan amb motiu de Sant Lluís, patró de l'entitat, són ocasions úniques: tots els membres del centre, encara que no formin part del grup de teatre, hi participen com a actors o tècnics.
La versió que duen als escenaris és una adaptació lliure titulada Dimonis i pastorets, escrita pel grup a partir dels textos de Josep M. Folch i Torres, de Frederic Soler Pitarra i de Ramon Pàmies. A més, els infants del planter del grup teatral fan una representació pròpia: Plomes, banyetes i pastorets, una versió lliure dels pastorets tradicionals.